# Фелис-Натал
Фелис-Натал (порт. Feliz Natal) — муниципалитет в Бразилии, входит в штат Мату-Гросу. Составная часть мезорегиона Север штата Мату-Гроссу. Входит в экономико-статистический микрорегион Синоп. Население составляет 9557 человек на 2006 год. Занимает площадь 11 448,049 км². Плотность населения — 0,8 чел./км².

## История
Город основан 17 ноября 1989 года. 

## Статистика
- Валовой внутренний продукт на 2003 год составляет 62 657 303,00 реалов (данные: Бразильский институт географии и статистики).
- Валовой внутренний продукт на душу населения на 2003 год составляет 7569,14 реалов (данные: Бразильский институт географии и статистики).
- Индекс развития человеческого потенциала на 2000 год составляет 0,748 (данные: Программа развития ООН).